# Apomys sacobianus
Apomys sacobianus és una espècie de mamífer rosegador de la família dels múrids. Són rosegadors de petites dimensions, amb una llargada de cap a gropa de 277 a 315 mm i una cua de 132 a 159 mm. Poden arribar a pesar fins a 105 g. Es troba només a l'illa de Luzon, a les Filipines. Viu en boscos secundaris baixos entre 100 i 1.080 msnm.